# 御厨そば
御厨そば（みくりやそば）は、静岡県御殿場市御厨地域の郷土料理。蕎麦の一種である。
御殿場市御厨地域ではソバや麦を多く栽培しており、農家は自家製のソバや麦を食用にしていた。御厨そばの特徴は、蕎麦打ちの際に水を使わずに山芋や自然薯を使うことにある。こうして打たれた蕎麦はのど越し良く仕上がる。その蕎麦に鶏ガラでダシを取った蕎麦つゆをかけて食べる。具に鶏肉、ニンジン、シイタケが入る。
古くから祝いの場で食されたり、大晦日や正月、行事の際の客人をもてなすごちそうとして振る舞われていた。御殿場市内の蕎麦店には御厨そばを提供する店もある。